# Goddard Henry Orpen
Goddard Henry Orpen (8 de mayo de 1852 – 15 de mayo de 1932) fue un historiador irlandés especializado en la Irlanda medieval y egresado del Trinity College de Dublín. El trabajo principal de Orpen fue Ireland under the Normans, una obra en cuatro volúmenes con un total de c. 1500 páginas, publicado por primera vez por Clarendon Press entre 1911 y 1920 y luego reeditado en 1968. Ireland under the Normans generó controversia política al momento de su publicación, porque Orpen «agravió a muchos colegas irlandeses con su contraste entre el progreso irlandés, "vigoroso y con relativo orden" bajo el gobierno anglo-normando y "retrógrado, paralizado y  relativamente anarquíco" bajo "la recrudescencia del tribalismo celta" en los dos siglos posteriores a 1333"». Una nueva edición de un volumen fue publicada por Four Courts Press en 2005.
Orpen también tradujo y editó La canción de Dermot y el conde en 1892. Murió en Monksgrange, Enniscorthy, condado de Wexford, el 15 de mayo de 1932.